# Зулхашев, Чапай
Чапай Зулхашев (каз. Шапай Зұлхашев; 23 декабря 1938, Исатайский район, Гурьевская область, Казахская ССР, СССР — 16 мая 2020, Атырау, Казахстан) — советский и казахский театральный режиссёр, актёр и театральный педагог. Заслуженный деятель искусств Казахской ССР (1988).

## Биография
Родился 23 декабря 1938 года в селе Орпа Исатайского района Гурьевской области.
В 1956 году окончил актёрский факультет Казахской государственной консерватории им. Курмангазы, курс народного артиста Казахской ССР, лауреата Государственной премии, профессора Аскара Токпанова.
В 1976 году окончил режиссёрский факультет Казахского государственного института искусств им. Темирбека Жургенова, курс народного артиста СССР и Казахской ССР, «Халық қаһарманы», профессора Азербайджана Мамбетова.
С 1965 по 1975 год — актёр Казахского государственного академического театра для детей и юношества имени Габита Мусрепова. Снимался в кино («У заставы «Красные камни»», 1969).
С 1975 по 1989 год — режиссёр-постановщик, главный режиссёр Атырауского областного казахского драматического театра.
С 1989 по 1997 год — главный режиссёр-постановщик Семипалатинского областного казахского музыкально-драматического театра им. Абая.
С 1997 года — главный режиссёр и худ.рук Атырауского областного академического казахского драматического театра имени Махамбета.
Скончался 16 мая 2020 года.

## Награды
- 1970 — Медаль «В ознаменование 100-летия со дня рождения Владимира Ильича Ленина»
- 1972 — Медаль «За трудовое отличие» (СССР)
- 1978 — Премия Ленинского комсомола Казахстана
- 1980 — Почётная грамота Верховного Совета Казахской ССР
- 1988 — Заслуженный деятель искусств Казахской ССР — за заслуги в театральном искусстве.
- 2000 — Орден Курмет — за большой вклад в развитие отечественной культуры и искусства, многолетнюю плодотворную деятельность.
- звания «Почётный гражданин Исатайского района»
- звания «Почётный гражданин Атырауской области» — за большой вклад в социально-культурное развитие области и заслуги в развитии казахского театрального искусства.
- Международная премия имени Махамбета (2019)
- Государственная стипендия Первого Президента Республики Казахстан — Елбасы в области культуры (2019)[3][4]